# Alfeo Brum
Alfeo Brum (Salto, 27 de março de 1898 — Montevidéu, 25 de fevereiro de 1972) foi um advogado e político uruguaio, que serviu como vice-presidente do Uruguai entre 1947 e 1951, por dois períodos consecutivos.

## Biografia
Político pertencente ao Partido Colorado, foi eleito deputado pelo departamento de Artigas, entre 1923 e 1932. Foi eleito novamente, agora como senador, nas eleições de novembro de 1946, até a morte do presidente Tomás Berreta, e a ascensão de seu companheiro de partido, e vice-presidente naquele então, Luis Batlle Berres, convertendo Alfeo Brum como novo vice-presidente, por ser o primeiro titular da lista mais votada do partido mais votado, segundo dispunha a Constituição do Uruguai.
Nas eleições de novembro de 1950, Brum se apresentou como candidato à vice-presidência de Andrés Martínez Trueba, saindo posteriormente vitoriosos. Sendo assim, ocupou novamente a vice-presidência de 1951 até 1952, ano em que cargo foi extinto por uma reforma constitucional, culminando na aprovação da Constituição de 1952, que instaurou o Conselho Nacional de Governo.